# Nicolás Guerra
Nicolás Bastián Guerra Ruz (Santiago, 9 de enero de 1999) es un futbolista profesional chileno. Su equipo actual es Universidad de Chile de la Primera División de Chile.

## Trayectoria
Llegó a los 9 años a las divisiones inferiores de Cobreloa, en Santiago, donde destacó rápidamente por su potencia, personalidad y buen despliegue. A los 14 años es traspasado a Universidad de Chile, equipo en el que debutó oficialmente en el fútbol profesional el 16 de julio de 2017 frente a Ñublense, en el Estadio Bicentenario Municipal Nelson Oyarzún, por partido correspondiente al partido de ida de la primera fase de la Copa Chile 2017.
Convirtió su primer gol en el profesionalismo el 9 de octubre de 2017, en el empate 2-2 frente a San Luis de Quillota, disputado en el Estadio Nacional de Santiago, en el marco de los cuartos de final de la Copa Chile 2017. Luego, en el mismo torneo, el 18 de octubre, Guerra convirtió su segundo gol, esta vez en semifinales, frente a Deportes Antofagasta en la victoria azul por 2-0.
El 10 de febrero de 2018, convirtió su primer gol en la Primera División de Chile, concretamente en la segunda fecha del campeonato nacional de 2018, ante Deportes Iquique, en el Estadio Zorros del Desierto de Calama.
Durante el año 2018 se consolida como alternativa en el elenco universitario, ganando un lugar en la Selección Chilena Sub-20, lamentablemente, justo antes de iniciar el sudamericano de la categoría a disputarse en Chile, Nicolás Guerra se lesiona y queda fuera de la nómina final.
Para la temporada 2021, fue cedido a Ñublense de la Primera División chilena.En diciembre de 2022 es anunciado su regreso a la Universidad de Chile tras dos temporadas.

## Selección nacional
En febrero de 2025, fue convocado por Ricardo Gareca a la selección nacional chilena para un partido amistoso ante Panamá. Donde Nico Guerra anoto un triplete de Goles ante Panama en el 6-1 

### Partidos internacionales
Actualizado hasta el 8 de febrero de 2025.
| Partidos internacionales | Partidos internacionales | Partidos internacionales          | Partidos internacionales | Partidos internacionales | Partidos internacionales | Partidos internacionales    | Partidos internacionales | Partidos internacionales | Partidos internacionales |
| N.º                      | Fecha                    | Estadio                           | Local                    | Resultado                | Visitante                | Goles                       | Asistencias              | DT                       | Competición              |
| ------------------------ | ------------------------ | --------------------------------- | ------------------------ | ------------------------ | ------------------------ | --------------------------- | ------------------------ | ------------------------ | ------------------------ |
| 1                        | 8 de febrero de 2025     | Estadio Nacional, Santiago, Chile | Chile                    | 6-1                      | Panamá                   | Anotado · Anotado · Anotado |                          | Ricardo Gareca           | Amistoso                 |
| Total                    | Total                    | Total                             | Presencias               | 1                        | Goles                    | 3                           | 0                        |                          |                          |

| Selección chilena | Selección chilena | Selección chilena |
| Año               | Partidos          | Goles             |
| ----------------- | ----------------- | ----------------- |
| 2025              | 1                 | 3                 |
| Total             | 1                 | 3                 |

## Estadísticas

### Clubes
| Club                         | Div.          | Temporada     | Liga  | Liga  | Liga   | Copas nacionales | Copas nacionales | Copas nacionales | Torneos internacionales | Torneos internacionales | Torneos internacionales | Total | Total | Total  |
| Club                         | Div.          | Temporada     | Part. | Goles | Asist. | Part.            | Goles            | Asist.           | Part.                   | Goles                   | Asist.                  | Part. | Goles | Asist. |
| ---------------------------- | ------------- | ------------- | ----- | ----- | ------ | ---------------- | ---------------- | ---------------- | ----------------------- | ----------------------- | ----------------------- | ----- | ----- | ------ |
| Universidad de Chile · Chile | 1.ª           | 2017          | 4     | 0     | 1      | 5                | 2                | 1                | —                       | —                       | —                       | 9     | 2     | 2      |
| Universidad de Chile · Chile | 1.ª           | 2018          | 24    | 4     | 3      | 7                | 1                | 0                | 5                       | 0                       | 0                       | 36    | 5     | 3      |
| Universidad de Chile · Chile | 1.ª           | 2019          | 19    | 1     | 0      | 2                | 2                | 0                | —                       | —                       | —                       | 20    | 3     | 0      |
| Universidad de Chile · Chile | 1.ª           | 2020          | 24    | 3     | 1      | —                | —                | —                | 1                       | 0                       | 0                       | 25    | 3     | 1      |
| Ñublense · Chile             | 1.ª           | 2021          | 31    | 11    | 6      | 7                | 2                | 1                | —                       | —                       | —                       | 38    | 13    | 7      |
| Ñublense · Chile             | 1.ª           | 2022          | 23    | 8     | 3      | 5                | 0                | 0                | —                       | —                       | —                       | 28    | 8     | 3      |
| Ñublense · Chile             | Total club    | Total club    | 54    | 19    | 9      | 12               | 2                | 1                | 0                       | 0                       | 0                       | 66    | 21    | 10     |
| Universidad de Chile · Chile | 1.ª           | 2023          | 27    | 6     | 1      | 2                | 2                | 1                | —                       | —                       | —                       | 29    | 8     | 2      |
| Universidad de Chile · Chile | 1.ª           | 2024          | 16    | 5     | 2      | 5                | 2                | 0                | —                       | —                       | —                       | 21    | 7     | 2      |
| Universidad de Chile · Chile | 1.ª           | 2025          | 15    | 3     | 1      | 4                | 1                | 1                | 8                       | 1                       | 2                       | 27    | 5     | 4      |
| Universidad de Chile · Chile | Total club    | Total club    | 129   | 22    | 9      | 25               | 10               | 3                | 14                      | 1                       | 2                       | 168   | 33    | 14     |
| Total carrera                | Total carrera | Total carrera | 183   | 41    | 18     | 37               | 12               | 4                | 14                      | 1                       | 2                       | 234   | 54    | 24     |
| 1. 2. 3.                     |               |               |       |       |        |                  |                  |                  |                         |                         |                         |       |       |        |

### Tripletes
Partidos en los que anotó tres o más goles:
| Partidos en los que anotó tres o más goles | Partidos en los que anotó tres o más goles | Partidos en los que anotó tres o más goles | Partidos en los que anotó tres o más goles | Partidos en los que anotó tres o más goles | Partidos en los que anotó tres o más goles | Partidos en los que anotó tres o más goles |
| N.º                                        | Fecha                                      | Estadio                                    | Partido                                    | Goles                                      | Resultado                                  | Competición                                |
| ------------------------------------------ | ------------------------------------------ | ------------------------------------------ | ------------------------------------------ | ------------------------------------------ | ------------------------------------------ | ------------------------------------------ |
| 1                                          | 8 de febrero de 2025                       | Estadio Nacional, Santiago                 | Chile - Panamá                             | Anotado · Anotado · Anotado                | 6-1                                        | Amistoso                                   |

## Palmarés

### Títulos nacionales
| Título     | Club                 | País  | Año  |
| ---------- | -------------------- | ----- | ---- |
| Copa Chile | Universidad de Chile | Chile | 2024 |

### Títulos internacionales
| Título               | Club (*)                  | País    | Año  |
| -------------------- | ------------------------- | ------- | ---- |
| Juegos Suramericanos | Selección sub-20 de Chile | Bolivia | 2018 |

(*) Incluyendo la Selección